# Apprentissage adaptatif
L’apprentissage adaptatif est une méthode éducative qui utilise des programmes informatiques comme outils d’enseignement chargés d’organiser les ressources humaines et les supports d’apprentissage en fonction des besoins uniques de chaque apprenant.
Ces programmes adaptent la présentation du contenu d’apprentissage en fonction des besoins pédagogiques de l’apprenant, de son niveau de compréhension du sujet traité, et de sa façon d’apprendre. Ceci peut se comprendre grâce aux traces laissées sur le système lorsque l’apprenant répond à des questions, réalise des tâches ou des expériences. Cette technologie regroupe plusieurs champs d’études parmi lesquels : l’informatique, l’éducation, la psychologie et les sciences cognitives.
L’apprentissage adaptatif découle du constat que les résultats de l’apprentissage sur-mesure ne peuvent pas être obtenus en utilisant des approches traditionnelles et non-adaptatives. L’apprentissage adaptatif s’efforce de transporter l’apprenant d’un état de récepteur d’information passif à un collaborateur du processus d’apprentissage. Le premier champ d’application des systèmes d’apprentissage adaptatif est l’éducation, mais un autre champ classique est la formation continue. Ces systèmes ont d’abord été conçus comme des applications (sur ordinateur), puis des applications web, et sont maintenant utilisés dans les programmes pédagogiques à tout âge.
L’apprentissage adaptatif a été implémenté dans différents systèmes éducatifs comme l’hypermédia adaptatif (adaptive hypermedia), les systèmes d’enseignement adaptatifs, et les tests adaptatifs informatisés.

## Histoire
Le début des travaux sur les systèmes d’apprentissage adaptatifs et intelligent est habituellement situé au système « SCHOLAR » qui offrait un cours adaptatif sur le thème de la géographie en Amérique du Sud. Un certain nombre de systèmes novateurs sont apparus dans les cinq dernières années. On peut citer entre autres Knewton aux États-Unis, Smart Sparrow en Australie, Domoscio, Lalilo ou Cleverlearn en France.
Une bonne revue des premiers travaux sur l’apprentissage adaptatif et les systèmes d’enseignement intelligent peut se trouver dans le livre « Intelligent Tutoring Systems ».

## Technologie et Méthode
Les systèmes d’apprentissage adaptatif sont généralement divisés en différentes composantes ou « modèles ». Différents groupements de modèles ont été présentés, et la plupart des systèmes incluent une partie ou l’ensemble des modèles suivants (parfois avec des dénominations différentes), :
- Le modèle expert : le modèle contient l’information qui est à enseigner.
- Le modèle apprenant : le modèle qui relève les traces de l’apprenant et enregistre sa progression.
- Le modèle d’instruction : le modèle qui décide effectivement ce qu’il y a à apprendre.
- Environnement : c’est l’interface avec laquelle l’utilisateur interagit avec le système.

## Implémentation

### Apprentissage à distance
Les systèmes d'apprentissage adaptatif peuvent être implémentés sur Internet pour l'apprentissage à distance et la collaboration de groupe.
Pendant le processus d’apprentissage d'un nouveau concept, les étudiants sont testés sur leur degré de compréhension et les bases de données enregistrent leurs progrès en utilisant l'un des modèles. La dernière génération de systèmes d'apprentissage à distance prend en compte les réponses des apprenants et s'adapte aux capacités cognitives de ceux-ci en utilisant un concept appelé « échafaudage cognitif ». L'échafaudage cognitif est la capacité d'un système d'apprentissage automatisé à créer une voie cognitive d'évaluation du plus bas au plus élevé en fonction des capacités cognitives dont a fait preuve l'apprenant.
L’apprentissage adaptatif peut être ajouté afin de faciliter le travail en groupe dans des environnements d’apprentissage à distance, comme les forums ou les services de partage de ressources. Quelques exemples de la façon dont l'apprentissage adaptatif peut aider à la collaboration comprennent le regroupement automatisé des utilisateurs ayant les mêmes intérêts et la personnalisation des liens vers les sources d'information en fonction des intérêts déclarés de l'utilisateur ou ses habitudes de navigation.

### Conception de jeu
En 2014, Edward D. Lavieri, un chercheur en éducation, a conclu une étude pluriannuelle sur l'apprentissage adaptatif pour la conception de jeux éducatifs. Cette étude a développé et validé le modèle ALGAE (Adaptive Learning GAme dEsign), un modèle d'apprentissage adaptatif complet basé sur les théories et pratiques de conception de jeux, les stratégies d'enseignement et les modèles adaptatifs. L’étude a étendu les recherches précédentes dans la conception de jeux, les stratégies d'enseignement et l'apprentissage adaptatif, en combinant ces trois composantes en un seul modèle complexe. Cette étude affirme que la réelle valeur ajoutée et la méthode d’implémentation appropriée (ciblée ou non ciblée) seront clairement comprises quand l’utilisation du modèle ALGAE deviendra généralisée.

### Outils populaires
- Adobe Captivate
- Articulate Storyline
- Talentsoft Learning
- Publisher Pro
- tts performance suite[11]